# Nicéforo I Comneno Ducas
Nicéforo I Comneno Ducas (en griego: Νικηφόρος Κομνηνός Δούκας, romanizado: Nikēphoros Komnēnos Doukas, c. 1240-c. 1297), fue el gobernante de Epiro desde 1267 o 1268 hasta 1297.

## Biografía
Nicéforo fue el hijo mayor de Miguel II Comneno Ducas y Teodora Petralifas. Hacia 1249, en Pege, se comprometió con María, nieta del emperador de Nicea Juan III Ducas Vatatzés, quien le confirió la dignidad de déspota. El matrimonio tuvo lugar en Tesalónica en octubre de 1256, pero María murió en 1258.
En los siguientes años Nicéforo participó en la lucha de su padre contra el emperador Miguel VIII Paleólogo y junto con su padre se retiró antes de la batalla de Pelagonia. Después los nicenos invadieron la mayor parte de Epiro en 1259, Nicéforo fue a la península itálica, donde recibió refuerzos de su cuñado el rey Manfredo de Sicilia. Con este apoyo Nicéforo ayudó a su padre a reconquistar Epiro, pero en 1264 sufrieron una nueva derrota, y se vieron obligados a llegar a un acuerdo con Miguel VIII. Como parte del acuerdo de paz, Nicéforo se casó con Ana Paleólogo Cantacuceno, una sobrina de Miguel VIII.
En 1267/1268 Nicéforo I sucedió a su padre como gobernante de Epiro y tuvo que hacer frente a Carlos de Anjou, que había eliminado a Manfredo y seguido sus pasos mediante la captura Dirraquio en 1272. Cuando los bizantinos interfirieron en los intereses de Nicéforo en su campaña de represalia contra Carlos en 1274, Nicéforo abrió negociaciones con Carlos y firmó una alianza con él en 1276. La coalición de Carlos de Anjou, Nicéforo, y el medio hermano de Nicéforo Juan I Ducas de Tesalia obtuvieron varias ciudades, incluyendo Butrinto en 1278. Irónicamente, mientras se aliaban con un monarca católico, Nicéforo y Juan actuaron como defensores de la facción anti-unionista de Bizancio, los cuales se refugiaban de las persecuciones de Miguel VIII. En 1279 Nicéforo mismo se reconoció vasallo de Carlos y entregó Butrinto a su señor. Con la derrota de Carlos, poco después, Nicéforo perdió sus posesiones en Albania ante los bizantinos. La coalición recibió un duro golpe con el brote de las vísperas sicilianas en 1282, que fueron fomentados en parte por la diplomacia de Miguel VIII y distrajeron a Carlos en el oeste, donde perdió Sicilia y sólo conservó el Reino de Nápoles.
Después de la restauración de la ortodoxia bajo Andrónico II Paleólogo en 1282, Nicéforo renovó la alianza con el Imperio bizantino a través de su esposa Ana, quien viajó a Constantinopla para arreglar el tratado. En efecto Nicéforo se convirtió en una herramienta dispuesta en las manos de su esposa Ana, que sirvió a los intereses de la corte bizantina. En 1284 atrajo a Miguel, el hijo de Juan Ducas de Tesalia, a Epiro con la promesa de una alianza dinástica, y lo hizo arrestar y enviar a Constantinopla. Esto llamó a Nicéforo en una guerra contra su medio hermano, que asoló los alrededores de Arta, en represalia en 1285. Ana se embarcó en un ambicioso proyecto de unir las casas de Epiro y Constantinopla casando a su hija Tamar con Miguel IX Paleólogo, hijo de Andrónico II y coemperador. Aunque este proyecto fracasó, en 1290 su pequeño hijo Tomás le fue conferido la dignidad de déspota por el emperador.
La aristocracia anti-bizantina ahora persuadía a Nicéforo a entablar negociaciones con el rey Carlos II de Anjou en 1291, lo que provocó una invasión bizantina. Esto selló la alianza con Nápoles, y la intervención de Carlos II por medio de sus vasallos el conde Ricardo I Orsini de Cefalonia y el príncipe de Acaya, Florencio ayudó a contener el avance bizantino. Nicéforo ahora casó a su hija María con Juan Orsini, el heredero de Cefalonia, y su otra hija Tamar con el hijo de Carlos II, Felipe de Anjou. A Tamar se le dio el derecho a heredar Epiro en lugar de su hermano, y Carlos II prometió que se les permitiría permanecer en la fe ortodoxa. La boda tuvo lugar en 1294 y contó con la transferencia de varias fortalezas costeras a Felipe como dote de Tamar. Felipe recibió simultáneamente los derechos de su padre y reclamaciones en Grecia.
La inevitable tensión entre los terratenientes locales griegos y sus señores angevinos crearon una oportunidad para que el sobrino de Nicéforo, Constantino Ducas de Tesalia, interviniera y se apoderase de la mayoría de las fortalezas que habían sido entregados a Felipe. Eventualmente, la mayoría de estos fueron recuperados por los angevinos y la paz fue restaurada en 1296. Nicéforo murió poco después de la conclusión de la paz, entre septiembre de 1296 y julio de 1298. Su viuda Ana aseguraba la sucesión de su hijo menor de edad Tomás.

## Matrimonio y descendencia
De su primera esposa, Nicéforo tuvo una hija, María. Se casó con el futuro conde Juan I Orsini de Cefalonia y Zacinto en 1294; sus hijos Nicolás Orsini y Juan II Orsini devinieron en déspotas en Epiro.
Con su segunda esposa Ana, la sobrina del emperador bizantino Miguel VIII Paleólogo, tuvo tres hijos:
- Tamar, que se casó con Felipe I de Tarento, hijo del rey Carlos II de Anjou.[6]
- Miguel, que fue rehén en Glarentza entre 1279 y 1281.[7] Se sopesa que falleció antes que su padre.[8]
- Tomás, que sucedió a su padre como déspota de Epiro.